# 台湾蚁蛛
台湾蚁蛛（学名：Myrmarachne formosana）为跳蛛科蚁蛛属的动物。分布于台湾等地。该物种的模式产地在台湾。